# جون إيرل (لاعب كرة قدم أمريكية)
جون إيرل (بالإنجليزية: John Earle)‏ هو لاعب كرة قدم أمريكية أمريكي، ولد في 1 أبريل 1968 في كيبورت في الولايات المتحدة.